# German Lorca
Pour les articles homonymes, voir Lorca.
German Lorca, né le 28 mai 1922 à São Paulo et mort le 8 mai 2021, est un photographe brésilien.

## Biographie
German Lorca fait des études de comptabilité au lycée académique de São Paulo. Il lance sa propre affaire et se consacre à la comptabilité en 1952.
Son intérêt pour la photographie l'amène à se former en autodidacte, puis à se rapprocher dès 1959 d'un groupe de photographes, le Foto Cinema Clube Bandeirante, qui comprend entre autres Thomaz Farkas et Chico Albuquerque,. 
En 1954, il est nommé photographe officiel pour la célébration du quatrième centenaire de São Paulo. 
Sa participation au Foto Cinema Clube Bandeirante et son activité postérieure en ont fait l'un des photographes contemporains les plus importants du Brésil. En décembre 2006, une exposition lui rend hommage à la Pinacoteca I de São Paulo. En 2018, dans la même ville, une rétrospective passe en revue ses soixante-dix ans de carrière,. Le Museum of Modern Art de New York possède quelques-unes de ses photographies.